# 2000年シドニーパラリンピックの日本選手団
2000年シドニーパラリンピックの日本選手団（2000ねんシドニーパラリンピックのにほんせんしゅだん）は、2000年10月18日から10月29日までの日程で開催された2000年シドニーパラリンピックにおける日本代表選手団及び競技結果。

## メダル獲得者
| メダル   | 選手                                                  | 競技                   | 種目                                             | 日付     |
| -------- | ----------------------------------------------------- | ---------------------- | ------------------------------------------------ | -------- |
| 金メダル | 藤本聰                                                | 柔道                   | 男子66kg級                                       | 10月19日 |
| 金メダル | 成田真由美                                            | 水泳                   | 女子150m個人メドレー SM4                         | 10月20日 |
| 金メダル | 荒井のり子                                            | 陸上競技               | 女子100m T34                                     | 10月22日 |
| 金メダル | 葭原滋男（ガイド水澤耕一）                            | 自転車                 | トラック男子タンデム1kmタイムトライアル オープン | 10月23日 |
| 金メダル | 成田真由美                                            | 水泳                   | 女子200m自由形 S4                                | 10月23日 |
| 金メダル | 成田真由美 奈良恵里加 加藤作子 藤田多佳子             | 水泳                   | 女子4×50mフリーリレー 20pts                      | 10月24日 |
| 金メダル | 成田真由美                                            | 水泳                   | 女子50m背泳ぎ S4                                 | 10月25日 |
| 金メダル | 成田真由美                                            | 水泳                   | 女子100m自由形 S4                                | 10月26日 |
| 金メダル | 前場一也                                              | 陸上競技               | 男子400m T34                                     | 10月26日 |
| 金メダル | 酒井喜和                                              | 水泳                   | 男子100m背泳ぎ S12                               | 10月27日 |
| 金メダル | 成田真由美                                            | 水泳                   | 女子50m自由形 S4                                 | 10月27日 |
| 金メダル | 河合純一                                              | 水泳                   | 男子50m自由形 S11                                | 10月28日 |
| 金メダル | 河合純一 酒井喜和 中条泰治 杉田好志郎                 | 水泳                   | 男子4×100mメドレーリレー S11-13                  | 10月28日 |
| 銀メダル | 河合純一                                              | 水泳                   | 男子200m個人メドレー SM11                        | 10月21日 |
| 銀メダル | 田中照代                                              | 陸上競技               | 女子800m T52                                     | 10月21日 |
| 銀メダル | 葭原滋男（ガイド水沢耕一）                            | 自転車                 | トラック男子タンデムスプリント オープン          | 10月22日 |
| 銀メダル | 前場一也                                              | 陸上競技               | 男子200m T34                                     | 10月22日 |
| 銀メダル | 田中照代                                              | 陸上競技               | 女子200m T52                                     | 10月23日 |
| 銀メダル | 廣道純                                                | 陸上競技               | 男子800m T53                                     | 10月23日 |
| 銀メダル | 酒井かづみ                                            | 陸上競技               | 女子走高跳 F20                                   | 10月23日 |
| 銀メダル | 成田真由美                                            | 水泳                   | 女子50m平泳ぎ SB3                                | 10月24日 |
| 銀メダル | 河合純一                                              | 水泳                   | 男子100m自由形 S11                               | 10月24日 |
| 銀メダル | 酒井喜和                                              | 水泳                   | 男子100m自由形 S12                               | 10月24日 |
| 銀メダル | 田中照代                                              | 陸上競技               | 女子1500m T52                                    | 10月24日 |
| 銀メダル | 荒井のり子                                            | 陸上競技               | 女子200m T34                                     | 10月25日 |
| 銀メダル | 安陵武文                                              | 陸上競技               | 男子こん棒投 F51                                 | 10月25日 |
| 銀メダル | 藤原佐登子                                            | 卓球                   | 女子シングルス 3                                 | 10月26日 |
| 銀メダル | 河合純一                                              | 水泳                   | 男子100m背泳ぎ S11                               | 10月27日 |
| 銀メダル | 高田幸一 斉藤晃司（ガイド丸尾章弘） 星野直志 矢野繁樹 | 陸上競技               | 男子4×100mリレー T13                             | 10月28日 |
| 銀メダル | 畑中和                                                | 陸上競技               | 女子マラソン T54                                 | 10月29日 |
| 銅メダル | 前場一也                                              | 陸上競技               | 男子100m T34                                     | 10月20日 |
| 銅メダル | 松本義和                                              | 柔道                   | 男子100kg級                                      | 10月21日 |
| 銅メダル | 宮内栄二                                              | 柔道                   | 男子100kg超級                                    | 10月21日 |
| 銅メダル | 要田美紀                                              | 陸上競技               | 女子200m T52                                     | 10月23日 |
| 銅メダル | 米沢昌子 松岡ひとみ 鈴木一二美                        | アーチェリー           | 女子団体 オープン                                | 10月25日 |
| 銅メダル | 工藤恭子                                              | 卓球                   | 女子シングルス 10                                | 10月25日 |
| 銅メダル | 酒井喜和                                              | 水泳                   | 男子100mバタフライ S12                           | 10月26日 |
| 銅メダル | 日本                                                  | 車いすバスケットボール | 女子                                             | 10月27日 |
| 銅メダル | 尾崎峰穂                                              | 陸上競技               | 男子やり投 F11                                   | 10月27日 |
| 銅メダル | 要田美紀                                              | 陸上競技               | 女子400m T52                                     | 10月28日 |
| 銅メダル | 土田和歌子                                            | 陸上競技               | 女子マラソン T54                                 | 10月29日 |

## IDバスケットボール
- ヘッドコーチ：山下輝明
- コーチ：小川直樹、新井優二、板橋哲

選手
- 栗原秀志
- 大森和宏
- 伊藤英之
- 坂本裕輔
- 須川友和
- 田仲武弘
- 八田智仁
- 江黒浩一
- 津恵祥平
- 中村大助
- 守屋拓真
- 堀祐二

## アーチェリー
スタッフ
- 監督：橋本和典
- コーチ：田中俊之
- 介護員：南美伸

選手
- 南浩一
- 飯島寿一
- 西井賢一
- 原口章
- 松岡ひとみ
- 鈴木一二美
- 米澤昌子
- 磯崎直美

## 車いすテニス
スタッフ
- 監督：大槻洋也
- コーチ：愛須正
- トレーナー：蛯江共生

選手
- 齋田悟司
- 山倉昭男
- 大前千代子
- 川島徳江

## 車いすバスケットボール
スタッフ
- 監督：高橋明
- 男子ヘッドコーチ：小瀧修
- 男子コーチ：小川智樹
- 男子トレーナー：斉藤伸明
- 女子ヘッドコーチ：三上真二
- 女子コーチ：坂野晴男

### 男子
選手
- 岩野博
- 京谷和幸
- 佐々木勝也
- 根木慎志
- 是友京介
- 三宅克己
- 神保康広
- 大島朋彦
- 新谷広文
- 石原正治
- 及川晋平
- 菅澤隆雄

### 女子
選手
- 八島京子
- 高林美香
- 塚本京子
- 酒匂順子
- 堀川小百合
- 友利博美
- 増子恵美
- 添田智恵
- 上村知佳
- 川上理恵
- 廣道奈緒子
- 南川佐千子

## 車いすフェンシング
スタッフ
- 監督：小松真一

選手
- 久川豊昌

## シッティングバレーボール
スタッフ
- 監督:真野嘉久
- コーチ:山下慎
- トレーナー:森田哲司

選手
- 中山ロバート
- 吉田等
- 加藤昌彦
- 田辺勉
- 佐藤詠
- 田中浩二
- 竹田賢仁
- 有福淳一
- 敷根利成
- 若色博行
- 米澤淳志
- 佐々木政弘

## 自転車競技
スタッフ
- 監督:岡本満男
- コーチ:矢本敏実
- メカニック:高村清一
- パイロット:佐々木将宏、水澤耕一

選手
- 前田昭次郎
- 小川睦彦
- 松本隆行
- 葭原滋男
- 本橋昭人

## 射撃
スタッフ
- 監督:西田公也
- コーチ:林一義、田中辰美

選手
- 更家慎三
- 岡留晴文
- 廣田武司
- 宮本日出子

## 柔道
スタッフ
- 監督:柿谷清
- コーチ:伊藤忠一

選手
- 藤本聰
- 中村健一
- 稲葉統也
- 松本義和
- 宮内栄司

## 水泳
スタッフ
- 監督:中森邦男
- コーチ:桜井誠一、冨築一行、増田基嘉、柴田安秀、小西暢子、眞井絵美子

選手
- 河合純一
- 酒井喜和
- 中條泰治
- 杉田好士郎
- 本村洋介
- 井上八郎
- 宮本圭
- 荒力
- 軽部弘
- 前田大介
- 細川宏史
- 浜村敏弘
- 成田真由美
- 加藤作子
- 藤田多佳子
- 梶原紀子
- 奈良恵里加

## セーリング
スタッフ
- 監督:古田啓介
- コーチ:村山貢一、大塚勝

選手
- 須藤正和
- 長谷川正夫
- 皆藤譲治
- 濱田美穂
- 笠井美栄子

## 卓球
スタッフ
- 監督:畠山講史郎
- コーチ:宮本隆二、佐藤幸広、阿部博幸
- IDサポーター:箕輪一美

選手
- 皆見信博
- 岡紀彦
- 鈴木健一
- 小野初夫
- 宮内富士子
- 塗木美千代
- 藤岡明美
- 工藤恭子
- 藤原佐登子
- 滝川康雄
- 樋口誠
- 木村はるみ

## 馬術
スタッフ
- 監督:三木則男
- コーチ:華産千秋、黒沼道子

選手
- 吉田福司
- 渡辺廣人
- 菊池富蔵

## パワーリフティング
スタッフ
- コーチ:中元伊知郎

選手
- 高橋久

## 陸上競技
スタッフ
- 監督:井田朋宏
- コーチ:三井利仁
- コーチ・伴走:藤田勝敏
- コーチ:輿石善輝、大島さとみ、北村大河、北林直哉、滝澤幸孝、岡山隆之、生駒三男、井上明浩
- 伴走者:丸尾章弘、安田亨平、倉林俊彰
- メカニック:飯星龍一
- 栄養管理:内野美恵
- 通訳:安岡由恵

選手
- 齊藤晃司
- 今井裕二
- 尾崎峰穂
- 矢野繁樹
- 高田幸一
- 乾代和
- 星野直志
- 安陵武文
- 古川智亘
- 前場一也
- 河野和輝
- 古城暁博
- 鈴木徹
- 森島英樹
- 千葉雅昭
- 櫻井徹男
- 永尾嘉章
- 廣道純
- 藤田英二
- 渡辺幹司
- 室塚一也
- 田中秀夫
- 柳川春己（英語版）
- 保科清
- 福留史朗
- 要田美紀
- 田中照代
- 土田和歌子
- 畑中和
- 荒井のり子
- 藤田真理子
- 中嶋嘉津子
- 木谷美紀
- 宮川仁
- 山下大樹
- 後藤秀和
- 原田歩
- 酒井かづみ

## 選手団本部
| 役職       | 役職       | 氏名       |
| ---------- | ---------- | ---------- |
| 団長       | 団長       | 藤原進一郎 |
| 総監督     | 副団長     | 三村一郎   |
| 総務       | 副団長     | 若菜常信   |
| 総務       | 統括       | 高橋寛     |
| 総務       | 競技進行   | 指宿立     |
| 総務       | 知的競技   | 後藤邦夫   |
| 総務       | 会議       | 金田安正   |
| 総務       | 広報       | 吉田瑞子   |
| 総務       | 調査取材   | 苅谷真     |
| 総務       | 調査取材   | 竹沢秀一   |
| 総務       | 庶務       | 金子恵美子 |
| 総務       | 庶務       | 鎌倉正行   |
| 総務       | 通訳       | 滝沢光     |
| 総務       | 通訳/輸送  | 林孝雄     |
| 総務       | 通訳/輸送  | 野村公恒   |
| 総務       | 通訳       | 永井由美子 |
| 医師       | 総括       | 木村哲彦   |
| 医師       | 医師       | 中村太郎   |
| 医師       | 医師       | 長田しをり |
| 看護婦     | 看護婦     | 稗田理恵   |
| 看護婦     | 看護婦     | 渡辺美枝   |
| 看護婦     | 看護婦     | 三井仁美   |
| トレーナー | トレーナー | 半田秀一   |